# Dimitar Dimitrow
Dimitar Dimitrow (ur. 13 listopada 1937 w Tsakoni) – jugosłowiański i północnomacedoński pisarz, polityk, tłumacz, krytyk i dyplomata narodowości tureckiej. Pełnił funkcję ministra edukacji (1991–1992), ministra kultury (1998–1999) oraz ambasadora Republiki Macedonii w Rosji i na Białorusi (2000–2003).

## Życiorys
W 1961 roku ukończył studia filozoficzne na Uniwersytecie Świętych Cyryla i Metodego w Skopju. Odbył następnie studia magisterskie z zakresu socjologii i sztuki, które ukończył w 1975 roku na tejże uczelni, następnie doktoryzował się w dziedzinie filozofii na Uniwersytecie w Zagrzebiu. Pracował jako profesor na Uniwersytecie Świętych Cyryla i Metodego w Skopju.
W 1970 roku dołączył do Stowarzyszenia Pisarzy Macedonii. 20 marca 1991 roku stanął na czele nowo utworzonego Ministerstwa Edukacji, pełnił tę funkcję do 4 września 1992 roku. Od 30 listopada 1998 do 28 grudnia 1999 roku piastował urząd ministra kultury. Od 2000 do 2003 roku pełnił funkcję ambasadora Republiki Macedonii w Rosji i na Białorusi.

## Twórczość[5][1]
- Животот и уметноста (1967)

### Eseje
- Противставување (1971)
- Македонски работи (1991)
- Уметност и човекување (1992)
- Меѓу тоталитаризам и демократија (1994)
- Името и умот (1999)

### Literatura dziecięca
- Збогум детство (1960)
- Овчарче (1960)
- Кога сме деца (1962)

## Poglądy
W Macedonii Północnej uważany jest za bułgarofila. Przyznał jednak, że w XX wieku na terytorium swojego kraju miał miejsce proces debułgaryzacji.